# Rally Trophy
Rally Trophy ist eine Rallye-Simulation aus dem Jahr 2001. Entwickelt wurde das Computerspiel vom finnischen Entwicklerstudio Bugbear Entertainment, veröffentlicht wurde es von JoWooD. Herausragendes Merkmal war die ausschließliche Verwendung historischer Rallyfahrzeuge.

## Spielumfang
Wählbar im Spiel sind 11 verschiedene Rallyfahrzeuge aus den Jahren 1960 bis 1975. Für einen Sieg in einer der Meisterschaften wird der Spieler mit einer leistungsstärkeren Werksversion des Siegerwagens belohnt.
Austragungsorte der Rallyes sind jeweils 6 Etappen in den fünf Ländern Russland, Kenia, Finnland, Schweden und der Schweiz. Neben den normal simulierten Wertungsprüfungen enthält das Spiel auch einen an die Vorläufer der Rallycross-Wettbewerbe angelehnten Arcade-Modus, in dem der Spieler gegen 5 Computer- oder Mehrspielergegner Rennen auf Rundkursen fährt.
Das Spiel bietet ebenso drei Schwierigkeitsgrade. Zu Beginn ist nur der Anfänger-Modus verfügbar. In diesem stehen nur vier der elf Autos und vier der fünf Rallyes, bei diesen meist nur jeweils vier der sechs Etappen, zur Verfügung. Mit einem Sieg in der Meisterschaft werden der nächsthöhere Schwierigkeitsgrad und damit verbunden weitere Autos und Rallyes verfügbar.

### Fahrzeuge
Im Spiel sind folgende Fahrzeuge enthalten, die sich nach Schwierigkeitsgraden aufteilen:
| Anfänger - Mini Cooper S - Ford Lotus Cortina - Saab 96 V4 - Volvo 122 Amazon | Fortgeschritten - Fiat 600 Abarth - Opel Kadett Rallye - Alfa Romeo Giulia GTA - Lancia Fulvia Rally HF | Experte - Ford Escort RS2000 - Lancia Stratos - Renault Alpine A110 |

## Rezeption
Das Konzept einer Retro-Rally sei neuartig. Die historischen Fahrzeuge seien schwierig zu steuern. Die Grafik sei effektvoll und die Darstellung der Landschaften wunderschön gelungen. Die Strecken seien hingegen sehr gradlinig.